# Río Cifuentes (Las Ánimas)
El río Cifuentes es un curso natural de agua que nace en la cordillera de Nahuelbuta y desemboca en el río Las Ánimas que es tributario del río principal de la cuenca, el río Carampangue.

## Historia
Luis Risopatrón lo describe en su Diccionario Jeográfico de Chile (1924):
Cifuentes (Arroyo) 37° 31’ 73° 06'. De corto curso i caudal, nace en la falda W de la cordillera de Nahuelbuta, corre hacia el W i se vácia en el de Las Animas, de la parte superior del rio Carampangue. 62, I, p. 170; i 156.